# СССР В-10
«СССР-В10» — советский дирижабль мягкого типа, построенный на заводе № 207 Наркомоборонпрома (до августа 1936 г. – верфь комбината «Дирижаблестрой»), который располагался в рабочем посёлке (ныне город) Долгопрудном. Воздушное судно объёмом 3600 м³ предназначалось для обучения и тренировки экипажей.
Опознавательный знак дирижабля — «СССР-В10», однако в большинстве документов того времени, а также в литературе закрепилось неверное написание: «СССР В-10».

## История
«СССР-В10» был закончен постройкой в 1937 году. Первый полёт состоялся 14 января 1938 года и продолжался 2 часа. Командовал дирижаблем В. А. Устинович.
6 августа 1938 года «СССР-В10» должен был освободить место на стоянке в Долгопрудном для дирижабля «СССР-В8», который прилетал из Ленинграда на плановую замену водорода. Рано утром корабль спешно отправили в полёт. На борту находился экипаж в составе: Е. М. Оппман (командир), М. В. Василевский (помощник командира), Л. Д. Крестов (бортинженер), И. И. Жеглов (старший бортмеханик), В. Г. Платонов (бортмеханик), В. А. Сидоров (бортрадист), С. В. Никитин (пилот).
День выдался безоблачным и жарким, водород в оболочке дирижабля нагрелся и расширился. Газовые клапаны, которые в таких случаях должны были в автоматическом режиме выпускать излишки газа, не сработали, из-за чего оболочка корабля лопнула на высоте 250 метров. Дирижабль начал быстро терять высоту. Е. Оппман приказал остановить двигатели и выбросить балласт, однако корабль продолжил неуправляемое падение. М. Василевский и И. Жеглов выпрыгнули с парашютами, но они не раскрылись из-за нехватки высоты.
Через 40 секунд после начала снижения «СССР-В10» врезался в землю в районе Бескудниково рядом с деревней Слободкой, примерно в том месте, где сегодня улица Декабристов пересекается с Алтуфьевским шоссе. Все находившиеся на борту дирижабля погибли.
До настоящего времени бытует мнение, что к трагедии привели заглушки, которые перед вылетом дирижабля забыли снять с газовых клапанов. Ходили разговоры и том, будто кто-то намеренно заклинил клапаны. Однако «вредительская» версия никакого подтверждения не нашла, а заглушки не могли послужить причиной катастрофы, так как принципиально не были предусмотрены конструкцией газовых клапанов. Вероятнее всего, разрегулировка клапанов стала следствием того, что из-за нехватки эллинговой площади дирижабль перед последним полётом около двух месяцев держали на «бивуачной стоянке», то есть попросту на улице, на свежем воздухе.

## Экипаж
- Е. М. Оппман — командир дирижабля
- Л. Д. Крестов — бортинженер
- И. И. Жеглов — старший бортмеханик
- В. Г. Платонов — бортмеханик
- В. А. Сидоров — бортрадист
- М. В. Василевский — помощник командира
- С. В. Никитин — пилот

Похоронены 9 августа на Новодевичьем кладбище. 22 апреля 2014 года постановлением Правительства Москвы братская могила членов экипажа дирижабля СССР В-10 была поставлена на охрану как объект культурного наследия регионального значения.